# Viaduc de la Porte de Paris
Le viaduc de la Porte de Paris est un viaduc mis en service en 1967 qui permet à l'autoroute A1 de franchir le canal Saint-Denis à Saint-Denis à l'est en passant au-dessus de la commune de L'Île-Saint-Denis. 